# Comuna Poceapî, Zolociv
Poceapî (în ucraineană Почапи) este o comună în raionul Zolociv, regiunea Liov, Ucraina, formată din satele Julîci și Poceapî (reședința).

## Demografie
Componența lingvistică a comunei Poceapî
     Ucraineană (99,78%)
     Alte limbi (0,11%)
Conform recensământului din 2001, majoritatea populației comunei Poceapî era vorbitoare de ucraineană (99,78%), existând în minoritate și vorbitori de alte limbi.